# Blarinella wardi
Blarinella wardi — вид ссавців родини Мідицеві (Soricidae). Цей вид відомий з північної М'янми і західної та північно-західної частин провінції Юньнань, Китай (Smith і співавт . 2008). Мешкає в лісах помірного пояса на великих висотах. Поширений на висотах до 2400 м рівнем моря.